# Vlkančice
Vlkančice jsou obec v okrese Praha-východ ve Středočeském kraji. Rozkládá se dvacet tři kilometrů jihovýchodně od města Říčany. Žije zde 243 obyvatel a jejich katastrální území má rozlohu 730 ha.
Vesnice se nachází v rekreační oblasti nedaleko Sázavy.

## Historie
První historické nálezy o osídlení katastru pocházejí z 11. století, v písemných pramenech je obec zmíněna poprvé v roce 1436, kdy patřila Sázavskému klášteru.

## Obyvatelstvo
| Rok            | 1869 | 1880 | 1890 | 1900 | 1910 | 1921 | 1930 | 1950 | 1961 | 1970 | 1980 | 1991 | 2001 | 2011 | 2021 |
| -------------- | ---- | ---- | ---- | ---- | ---- | ---- | ---- | ---- | ---- | ---- | ---- | ---- | ---- | ---- | ---- |
| Počet obyvatel | 385  | 407  | 381  | 425  | 364  | 327  | 298  | 264  | 199  | 154  | 102  | 101  | 87   | 146  | 234  |
| Počet domů     | 54   | 56   | 61   | 60   | 58   | 56   | 56   | 106  | 59   | 52   | 40   | 58   | 63   | 83   | 94   |

## Obecní správa

### Územněsprávní začlenění
Dějiny územněsprávního začleňování zahrnují období od roku 1850 do současnosti. V chronologickém přehledu je uvedena územně administrativní příslušnost obce v roce, kdy ke změně došlo:
- 1850 země česká, kraj Pardubice, politický i soudní okres Černý Kostelec[6]
- 1855 země česká, kraj Praha, soudní okres Černý Kostelec[6]
- 1868 země česká, politický okres Český Brod, soudní okres Černý Kostelec[6]
- 1939 země česká, Oberlandrat Kolín, politický okres Český Brod, soudní okres Kostelec nad Černými lesy[7]
- 1942 země česká, Oberlandrat Praha, politický okres Český Brod, soudní okres Kostelec nad Černými lesy[8]
- 1945 země česká, správní okres Český Brod, soudní okres Kostelec nad Černými lesy[9]
- 1949 Pražský kraj, okres Český Brod[10]
- 1960 Středočeský kraj, okres Kolín[11]
- 2007 Středočeský kraj, okres Praha-východ[12]

### Části obce
- Vlkančice
- Pyskočely

## Společnost
V obci Vlkančice (přísl. Drletín, Pyskočely, 327 obyvatel) byly v roce 1932 evidovány tyto živnosti a obchody: 2 hostince, kolář, 2 kováři, krejčí, mlýn, obuvník, obchod se smíšeným zbožím, trafika.

## Doprava
Dopravní síť
- Pozemní komunikace – Obcí prochází silnice III. třídy. Ve vzdálenosti 4 km je silnice II/335 Mnichovice – Stříbrná Skalice – Sázava – Uhlířské Janovice.

- Železnice – Železniční trať vede částí obce Pyskočely, kde zastavuje vlaková linka S80, železnice vede z Čerčan do Žďáru nad Sázavou.

Veřejná doprava
- V části Vlkančice Pyskočely zastavuje příměstská linka PID, 382 (Praha Háje - Sázava) na zastávkách „Vlkančice, Pyskočely (x)“ a „Vlkančice, Pyskočely, Plužiny (x)“ další linka PID 654 (Stříbrná Skalice - Kostelec, n.Č.l.) projíždí celou obcí a zastavuje na zastávkách: „Vlkančice, Pyskočely (x)“, „Vlkančice, Pyskočely, Na bábě (x)“, „Vlkančice,Stará hůra (x)“, „Vlkančice, U Králů (x)“, „Vlkančice“, „Vlkančice, U Zbořeného mlýna (x)“ a „Vlkančice,Komorce (x)“, obě linky provozuje společnost ČSAD Polkost.

## Galerie

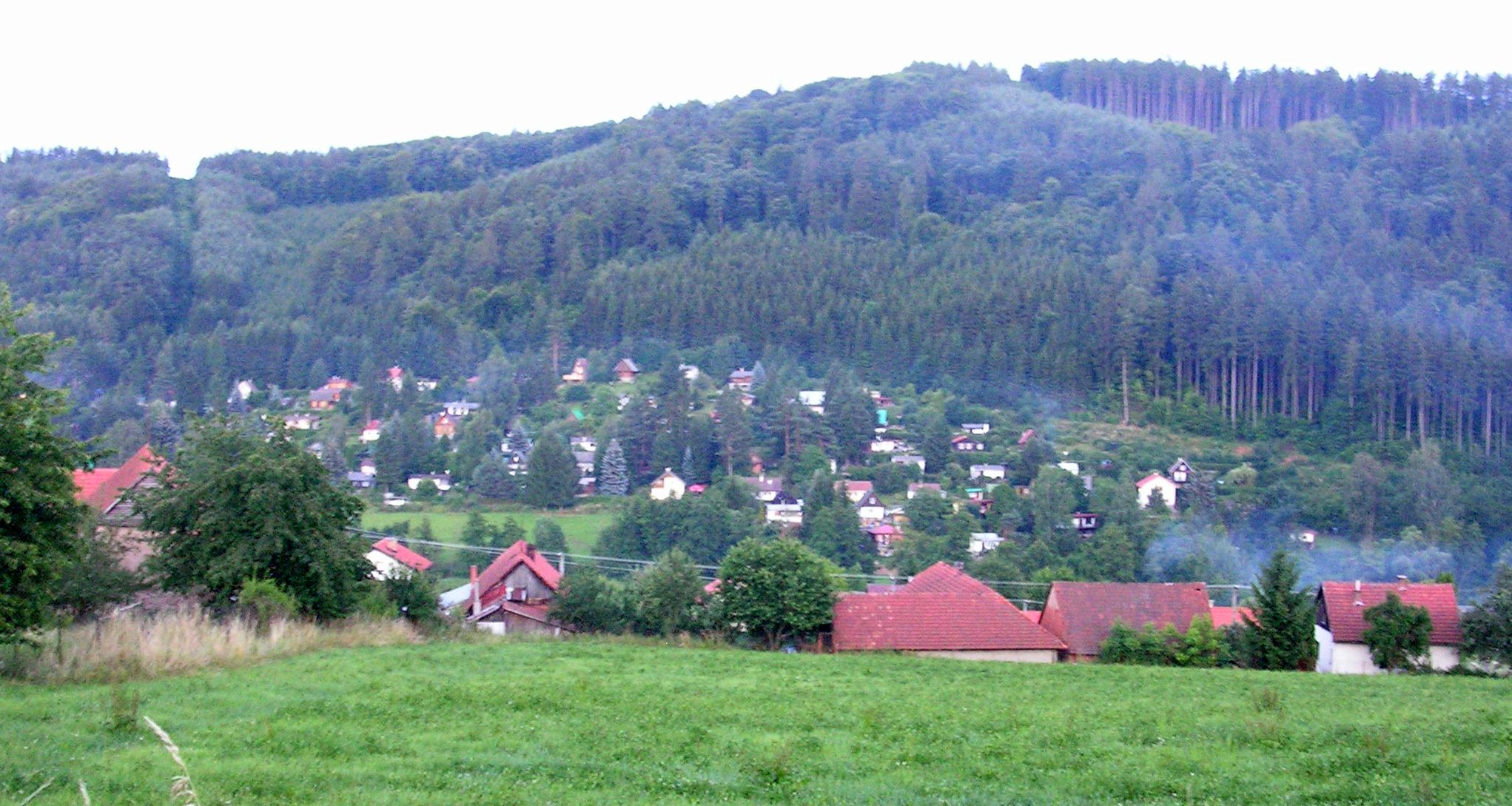
Vlkančice